# The Juggler
The Juggler is een Amerikaanse dramafilm uit 1953 onder regie van Edward Dmytryk. De film is gebaseerd op de gelijknamige roman uit 1952 van de Amerikaanse auteur Michael Blankfort. De film werd destijds in het Nederlands uitgebracht onder de titel Gejaagd door het verleden.

## Verhaal
Hans Müller is een Joodse vluchteling uit de Duitse concentratiekampen, die na de Tweede Wereldoorlog aanmeert in Haifa. Daar ondervindt hij psychologische problemen als gevolg van de kampen. Als Müller een politieagent aanvalt, slaat hij op de vlucht.

## Rolverdeling
| Acteur           | Personage        |
| ---------------- | ---------------- |
| Kirk Douglas     | Hans Müller      |
| Milly Vitale     | Ya'El            |
| Paul Stewart     | Karni            |
| Joseph Walsh     | Yehoshua Bresler |
| Alf Kjellin      | Daniel           |
| Beverly Washburn | Susy             |
| Charles Lane     | Rosenberg        |
| John Banner      | Emile Halevy     |
| Richard Benedict | Kogan            |
| Oskar Karlweis   | Willy Schmidt    |